# Tuomo Suomalainen
Tuomo Oskari Suomalainen (né le 29 novembre 1931 à Suursaari – décédé le 1er novembre 1988) est un architecte finlandais. 
Il est le frère de l'architecte Timo Suomalainen.

## Quelques ouvrages
- Église Temppeliaukio d'Helsinki ;
- École professionnelle, Haaga ;
- Hôtel Mesikämmen, Ähtäri ;
- Église d'Espoonlahti ;
- Maison de la justice, Hamina ;
- Église d'Hietama ;
- Chapelle de Ristiniemi ;
- Chapelle de Leirikangas ;
- Chapelle de Kellonummi.

## Galerie

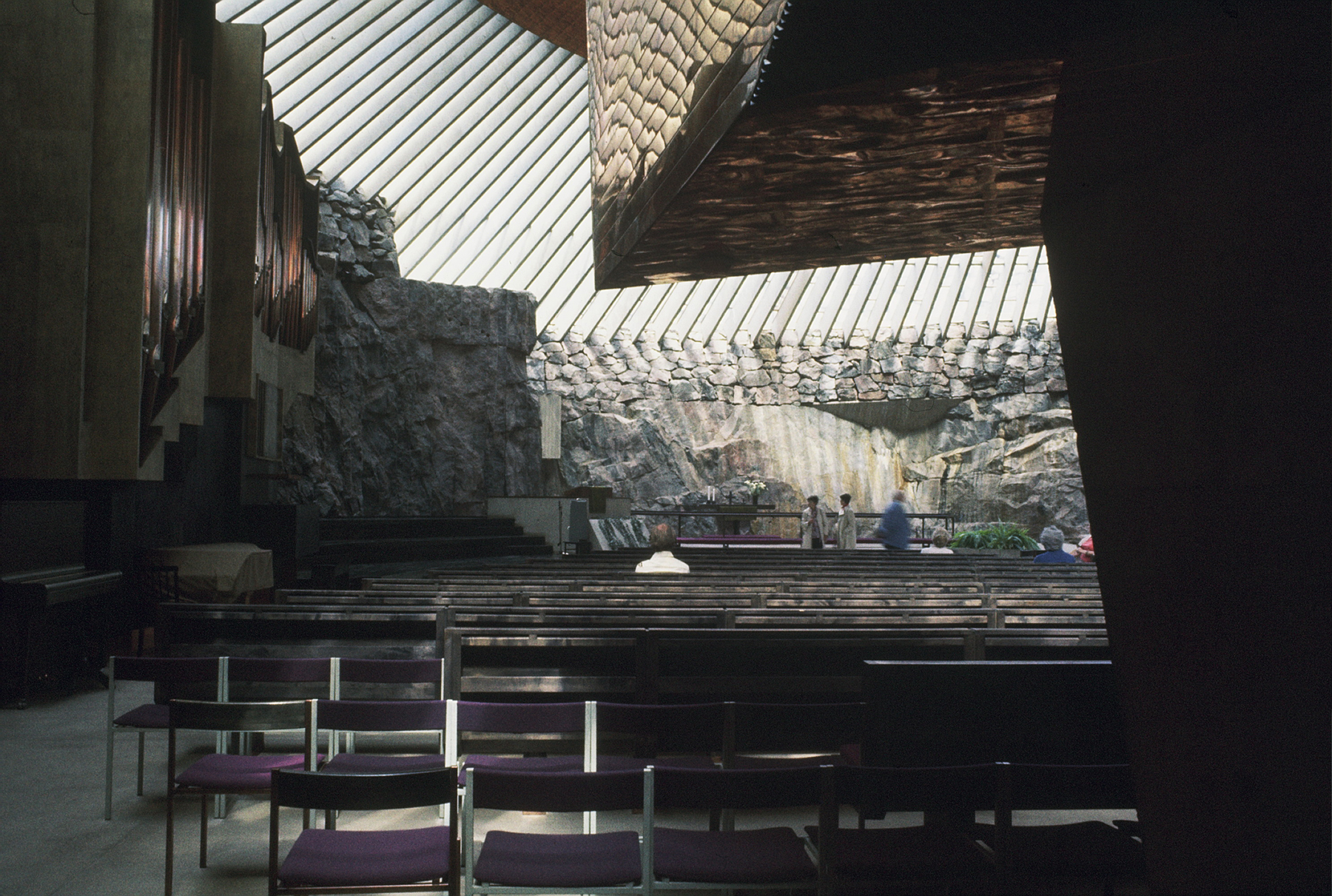
Église Temppeliaukio d'Helsinki.
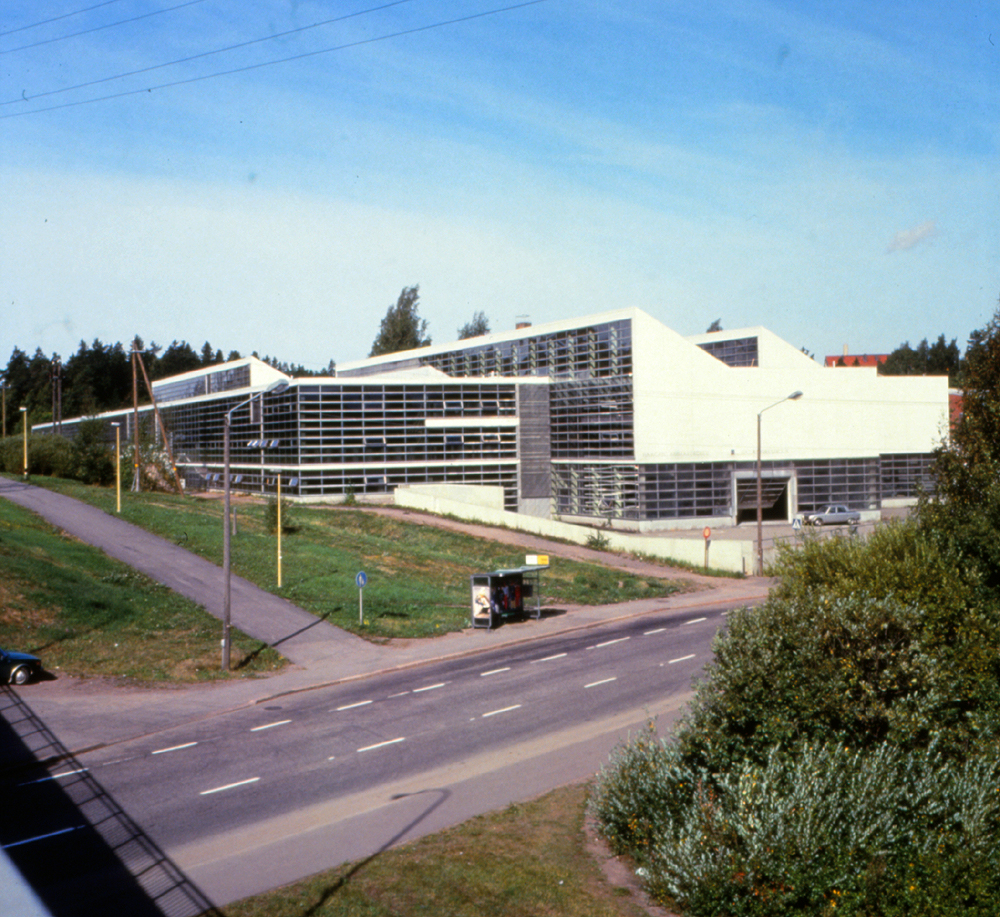
École professionnelle de Haaga.
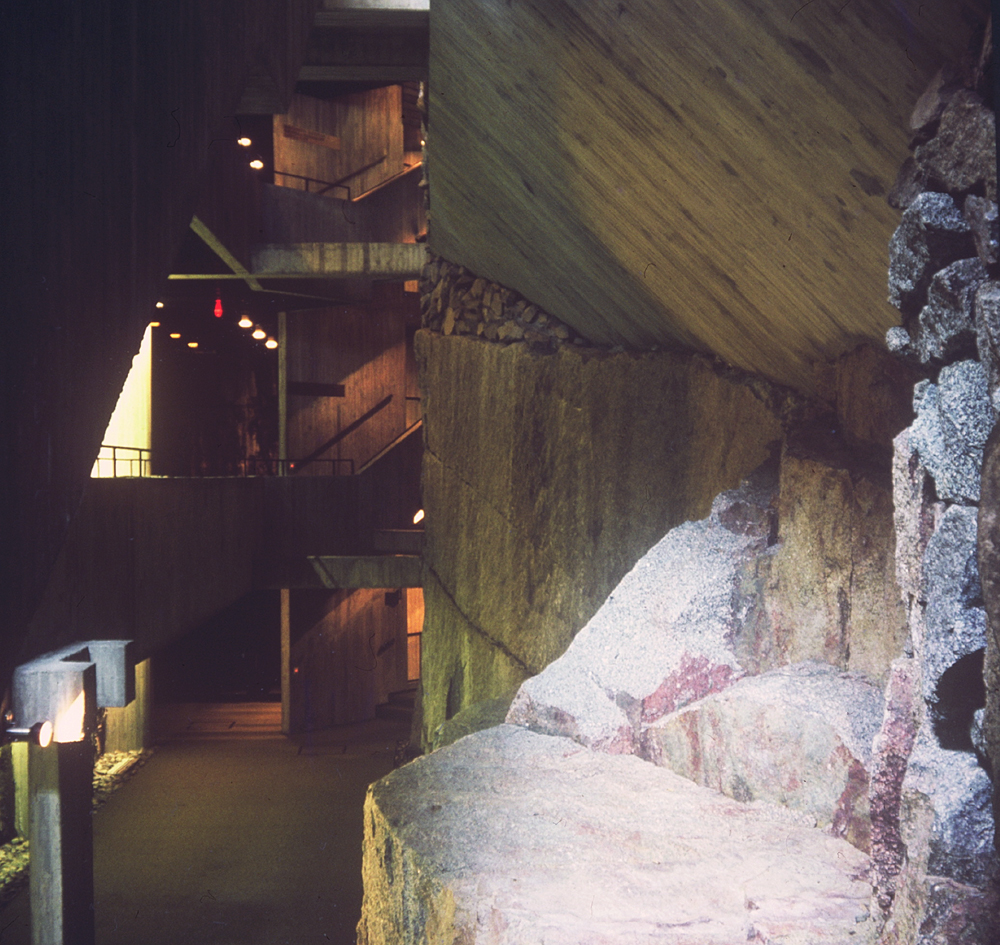
Hôtel Mesikämmen.
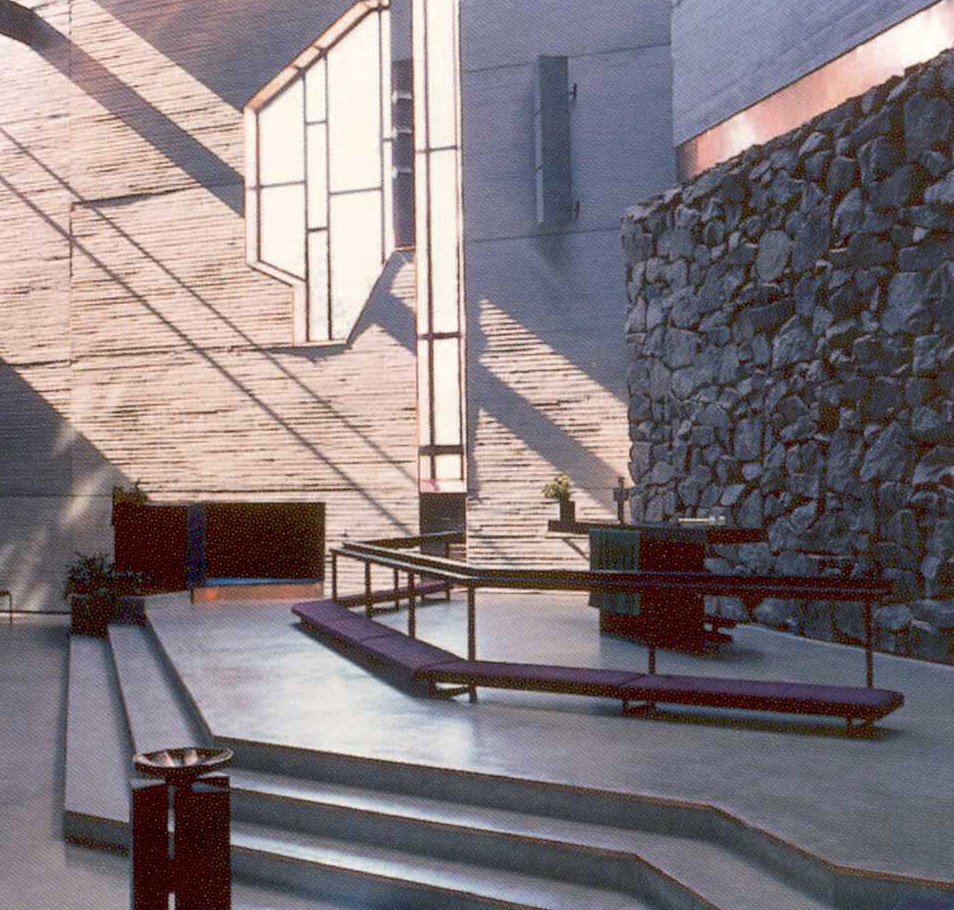
Église d'Espoonlahti.

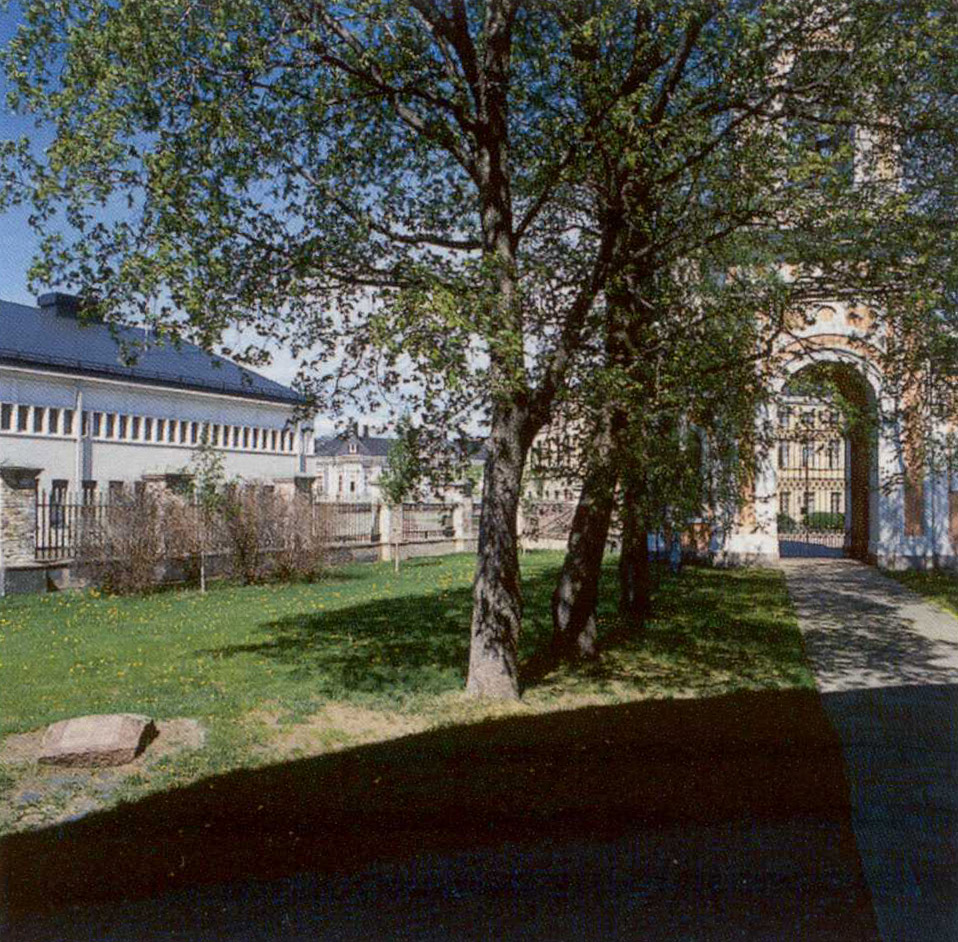
Maison de la justice de Hamina.
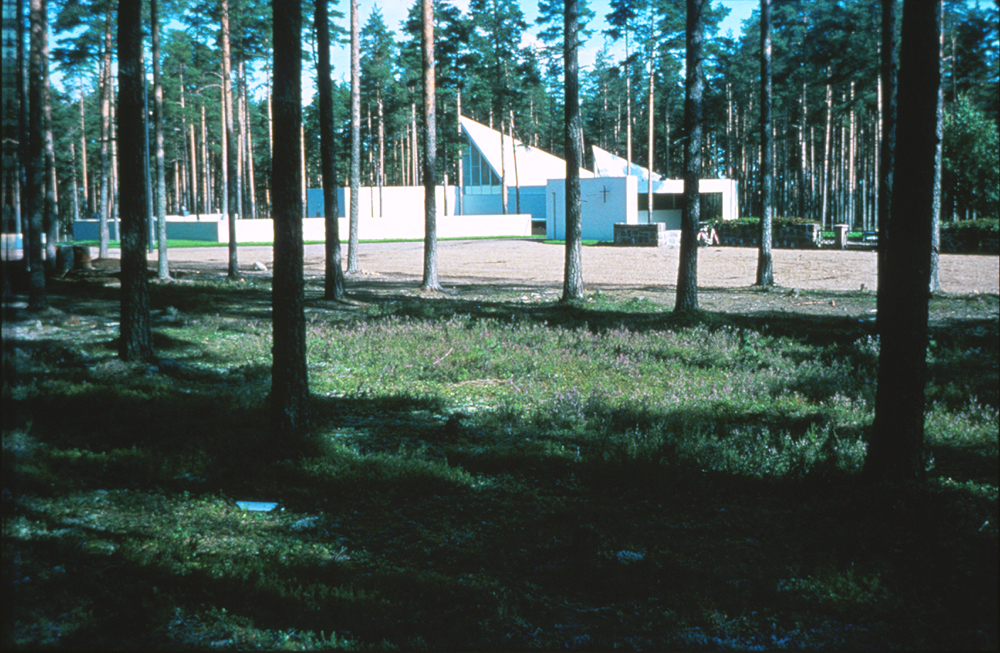
La Chapelle de Ristiniemi.
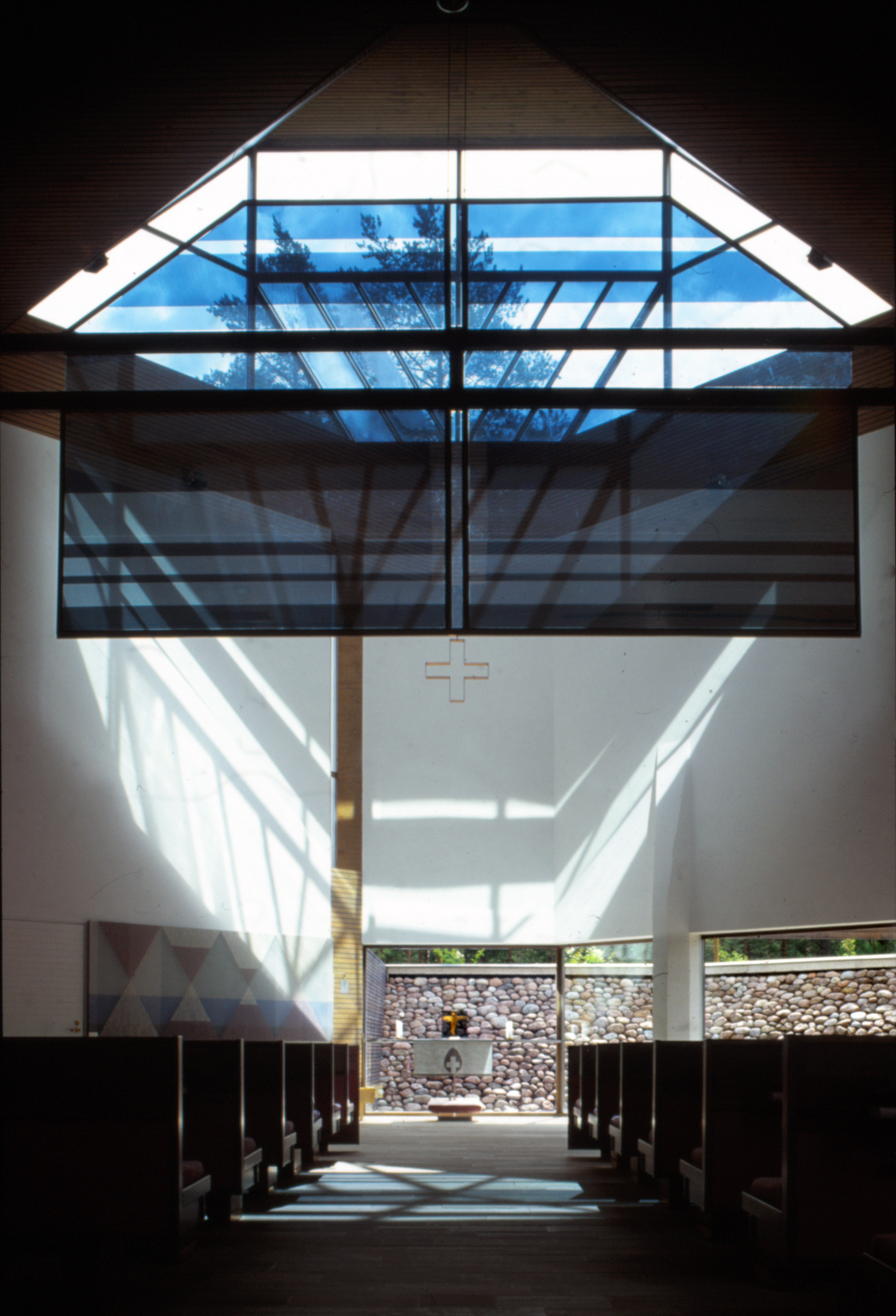
La Chapelle de Leirikangas.
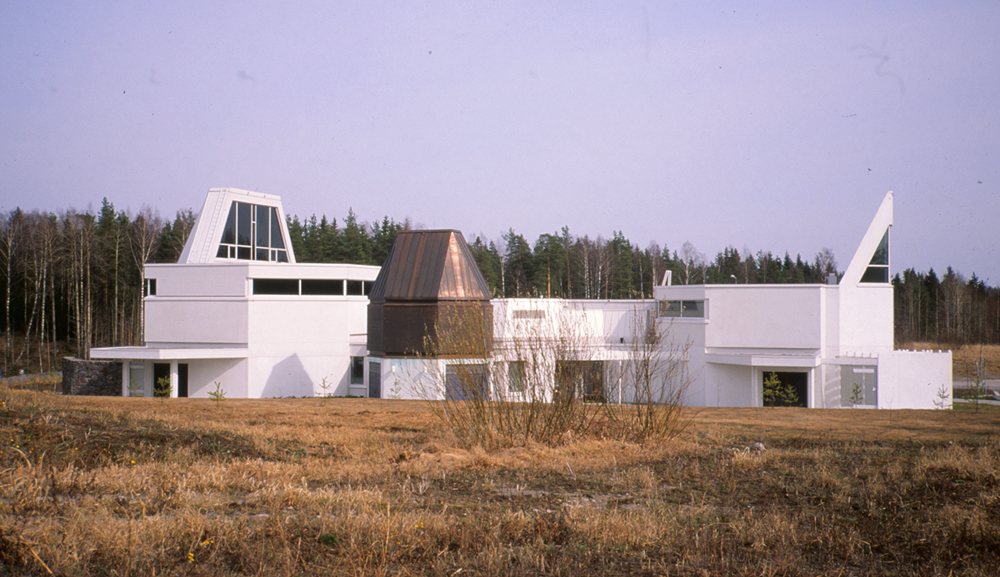
La Chapelle de Kellonummi.